# アマド・カリージョ・フエンテス
アマド・カリージョ・フエンテス（Amado Carrillo Fuentes、1956年12月17日 - 1997年7月3日）は、メキシコの麻薬組織の元指導者。

## 概要
1993年頃から麻薬組織、フアレス・カルテルの実権を握る。数機ものプライベートジェットを所有し、それらを用いてコロンビアのコカインをメキシコ経由でアメリカ合衆国へ密輸し、巨万の富を得た。こうした利益から、メキシコのエルモシージョ市の高級住宅街に大邸宅を建設。中東風の建築様式から千夜一夜パレスと呼ばれた。しかし、こうした派手な動きから、次第に包囲網が形成。1997年に整形手術を行うものの、これが失敗して死亡。手術を行った医師二人は拷問の末殺害され、コンクリートが詰められたドラム缶からバラバラ死体となって発見された。
組織の実権は親戚や実子のビセンテ・カリージョらに引き継がれた。